# Мирослав Будинов
Мирослав Будинов е български футболист, нападател.

## Професионална кариера

### Начало на кариерата и „Черно море“
Юноша е на Септември (София).
Първият му професионален договор е с плевенския Белите орли, където престоява 2 години. Представянето му прави впечатление на треньора Самир Селимински, който е начело на възродения столичен Академик (София), и през 2008 година Будинов се завръща в София, като подписва със „студентите“ за 2 години. Превръща се в основен играч на отбора и има основна заслуга за завръщането му в А група през 2010 г. след 28-годишно прекъсване.
В края на лятото подписва двугодишен договор с Черно море, получавайки фланелка с любимия си номер 9. Според самия Будинов основната причина да напусне „студентите“ е неразбирателство с треньора Селимински. След недобро представяне във Варна обаче през зимата на 2011 година се разделя с „Черно море“ по взаимно съгласие.

### Б група и Гърция
Присъединява се към тима от Б група Спортист (Своге), където е привлечен след разговори с наставника на отбора Валери Дамянов. Във второто ниво на българския футбол изиграва 25 мача и отбелязва 4 гола. Следващият сезон е в Любимец, където е привлече по лично желание на треньора Стамен Белчев.
Опитва да заиграе зад граница и през 2014 година преминава в гръцкия клуб от Сяр Етникос. Изиграва обаче само 5 мача за клуба. Напуска на полусезона и преминава в тима на Дунав.

### „Дунав“ (Русе)
Когато подписва с „Дунав“, отборът е с аматьорски статут и се състезава в Североизточната В група. Печели с клуба Купата на АФЛ през 2015 година. През следващия сезон „Дунав“ е във Втора лига, а година по-късно влиза и в Първа лига. С игрите си за Дунав прави истински фурор, като участва и в европейските клубни турнири.

### Нови предизвикателства
Завръща се в родния „Септември“ през 2018 година, когато клубът е в Първа лига. Остава един сезон в отбора, изигравайки 30 мача. През 2019 година играе за Ботев (Враца), където престоява по-малко от година.
От сезон 2019/20 е част от Царско село.